# NCAA Division I Cross Country Championships 2022
Die NCAA Division I Cross Country Championships 2022 wurden am 19. November 2022 auf dem Crosslauf-Kurs der Oklahoma State University in Stillwater, Oklahoma, ausgetragen. Es war die 84. Austragung der Meisterschaften bei den Männern und die 42. Austragung bei den Frauen.
Die Streckenlängen betrugen ca. 6 km bei den Frauen und ca. 10 km bei den Männern. Bei den Frauen gewann Katelyn Tuohy von der North Carolina State University, die die enteilte Parker Valby von der University of Florida noch abfangen konnte. Die North Carolina State University war auch in der Teamwertung vorne. Bei den Männern siegte der Brite Charles Hicks von der Stanford University, während in der Teamwertung die Northern Arizona University zum sechsten Mal innerhalb der letzten sieben Austragungen vorne war.

## Ergebnisse

### Männer

#### Einzel
| Platz | Athlet         | Universität      | Zeit (min) |
| ----- | -------------- | ---------------- | ---------- |
| 1     | Charles Hicks  | Stanford         | 28:43,6    |
| 2     | Nico Young     | Northern Arizona | 28:44,5    |
| 3     | Drew Bosley    | Northern Arizona | 28:55,9    |
| 4     | Dylan Jacobs   | Tennessee        | 28:58,0    |
| 5     | Alex Maier     | Oklahoma State   | 28:58,2    |
| 6     | Graham Blanks  | Harvard          | 28:58,4    |
| 7     | Casey Clinger  | BYU              | 28:58,7    |
| 8     | Isai Rodriguez | Oklahoma State   | 28:59,9    |
| 9     | Parker Wolfe   | North Carolina   | 29:00,4    |
| 10    | Ky Robinson    | Stanford         | 29:07,4    |

#### Team
| Platz | Universität und Athleten                                                                                         | Gesamtpunktzahl und Einzelplatzierung |
| ----- | --- | ------------------------------------- |
| 1     | Northern Arizona Nico Young Drew Bosley Santiago Prosser Brodey Hasty George Kusche Ryan Raff Colin Sahlman      | 083 02 03 018 024 036 079 127         |
| 2     | Oklahoma State Alex Maier Isai Rodriguez Fouad Messaoudi Victor Shitsama Rory Leonard Ryan Schoppe Will Muirhead | 083 05 08 011 029 030 050 117         |
| 3     | BYU Casey Clinger Brandon Garnica Davin Thompson Creed Thompson Christian Allen Aidan Troutner Joey Nokes        | 132 07 020 028 033 044 045 049        |
| 4     | Stanford | 195                                   |
| 5     | Wake Forest | 204                                   |
| 6     | Wisconsin | 212                                   |
| 7     | Air Force | 264                                   |
| 8     | Colorado | 281                                   |
| 9     | Tulsa | 304                                   |
| 10    | North Carolina                                                                                                   | 323                                   |

Der Gleichstand zwischen Northern Arizona und Oklahoma State wurde nach dem Regelwerk durch den Direktvergleich der jeweils fünf gewerteten Läufer jedes Teams entschieden. Northern Arizona hatte den besseren 1., 2. und 4. Läufer, während Oklahoma State den besseren 3. und 5. Läufer in die Wertung brachte. Aufgrund des so mit 3:2 gewonnenen Vergleichs entschied Northern Arizona die Meisterschaft für sich. Es war das erste Mal in der Geschichte der Veranstaltung, dass das siegreiche Team bei den Männern durch einen solchen Tiebreaker bestimmt wurde.

### Frauen

#### Einzel
| Platz | Athletin           | Universität      | Zeit (min) |
| ----- | ------------------ | ---------------- | ---------- |
| 1     | Katelyn Tuohy      | NC State         | 19:27,7    |
| 2     | Parker Valby       | Florida          | 19:30,9    |
| 3     | Kelsey Chmiel      | NC State         | 19:37,1    |
| 4     | Elise Stearns      | Northern Arizona | 19:43,9    |
| 5     | Bailey Hertenstein | Colorado         | 19:45,1    |
| 6     | Hilda Olemomoi     | Alabama          | 19:45,6    |
| 7     | Natalie Cook       | Oklahoma State   | 19:46,3    |
| 8     | Olivia Markezich   | Notre Dame       | 19:46,4    |
| 9     | Amaris Tyynismaa   | Alabama          | 19:48,2    |
| 10    | Addie Engel        | Ohio State       | 19:50,4    |

#### Team
| Platz | Universität und Athletinnen                                                                                            | Gesamtpunktzahl und Einzelplatzierung |
| ----- | --- | ------------------------------------- |
| 1     | NC State Katelyn Tuohy Kelsey Chmiel Samantha Bush Nevada Mareno Brooke Rauber Sydney Seymour Gionna Quarzo            | 114 01 02 013 024 074 080 098         |
| 2     | New Mexico Amelia Mazza-Downie Gracelyn Larkin Samree Dishon Emma Heckel Elise Thorner Abbe Goldstein Aliandrea Upshaw | 140 020 023 031 032 034 089 118       |
| 3     | Alabama Hilda Olemomoi Amaris Tyynismaa Flomena Asekol Mercy Chelangat Elka Machan Jami Reed Sam McDonnell             | 166 05 08 012 014 127 185 211         |
| 4     | Oklahoma State | 201                                   |
| 5     | North Carolina | 242                                   |
| 6     | Northern Arizona | 257                                   |
| 7     | Notre Dame | 261                                   |
| 8     | BYU | 263                                   |
| 9     | Virginia | 268                                   |
| 10    | Georgetown | 271                                   |